# Крейцер, Генрих Давидович
Ге́нрих Дави́дович Кре́йцер (1877, Санкт-Петербург, Российская империя — ?) — русский и советский инженер-химик, учёный в области строительных материалов.

## Биография
Из состоятельной еврейской семьи: отец — Давид Лазаревич Крейцер (1841—1916) — был юристом (впоследствии присяжный стряпчий, статский советник и купец второй гильдии), мать — Розалия Львовна (Роза Леонтьевна) Крейцер. Младший брат — пианист и музыкальный педагог Леонид Крейцер. Отец был одним из учредителей (1880) и до последних лет жизни председателем правления Общества Сызранско-Печёрской асфальтовой и горной промышленности, директором правления и администратором по делам Северного стекольно-промышленного общества. Мать и брат жили в Германии.
В 1900-х годах работал инженером на нефтеразработках на Кавказе, жил в Грозном, в 1916 году вернулся в Санкт-Петербург. Кандидат естественных наук. Работал в Обществе Сызранско-Печёрской асфальтовой и горной промышленности (которое возглавлял его отец) и Итальянско-русском обществе для производства асбеста.
Занимался научной работой и переводами технической литературы. В советское время преподавал в Ленинграде, работал доцентом, затем профессором Московского химико-технологического института. Основные научные труды и монографии в области технологии производства гудрона, асфальта, битума, пека, асбеста, других дорожно-строительных и лако-красочных материалов. Разработал классификацию битумов. Известен «термодуктилометр Крейцера» для оценки растяжимости битума. Автор переиздававшегося учебника для высших технических учебных заведений «Асфальт и его применение в технике» (1935).
Состоял членом Императорского Санкт-Петербургского общества архитекторов.

## Семья
- Сёстра — Лидия Давидовна Залшупина, была замужем за издателем и специалистом по экономическому праву Александром Соломоновичем (Семёновичем) Залшупиным (1867—1929), жила в Париже. Племянник — Сергей Александрович Залшупин, книжный график.
- Сестра — Маргарита Давыдовна Фейертаг (1874—1942), погибла в блокаду Ленинграда.
- Брат — Владимир Давидович Крейцер, присяжный стряпчий.
- Племянник — Виктор Леонидович Крейцер, учёный в области телевизионной техники.
- Жена — Ольга Григорьевна Крейцер (урождённая Шершевская). Дети:
  - Борис Генрихович Крейцер, архитектор, художник и книжный график.
  - Андрей Генрихович Крейцер (1916—?), инженер Ленинградского завода «Красногвардеец», изобретатель медицинской техники (оксигемометр «Эльбрус», кимограф) и автор публикаций в этой области[9].
  - Екатерина Генриховна Крейцер (1904—1961), востоковед-японист, провела в заключении восемь лет (её муж — переводчик Патрик Францискович Бреслин, погиб в заключении). Внук — Генрих Патрикович Крейцер, математик и информатик.

## Публикации
- Ганс Гефер (1843—1924). Нефть и её производные: история, физические и химические свойства, местонахождения, происхождения, разведочные работы и добывание нефти. Перевод с немецкого Генриха Крейцера. СПб — Москва: Товарищество М. О. Вольф, 1908. — 315 с.
- Применение гудрона и асфальта для мостовых городов и предместий. СПб: Типография Санкт-Петербургского градоначальства, 1911. — 25 с.
- Ультрамарин. Л.: Научное химико-техническое издательство Всехимпром ВСНХ СССР, 1930. — 104 с.
- Асфальт и его применение в технике. Л.: Химтеорет, 1935. — 176 с.
- Асфальты, битумы и пеки: Свойства и применение в технике и строительстве. Л.—М.: Госстройиздат, 1939. — 338 с.; третье издание — М.: Промстройиздат, 1952. — 400 с.
- Современное состояние технологии строительных материалов в СССР и за рубежом. Обзор с 1944 по 1947 гг. / Сост. проф. Г. Д. Крейцер. М.: Министерство строительства предприятий тяжёлой индустрии СССР, 1947. — 45 с.